# Euphorbia popovii
Euphorbia popovii là một loài thực vật có hoa trong họ Đại kích. Loài này được Rotschild mô tả khoa học đầu tiên năm 1961.